# Dolicholobium moluccense
Dolicholobium moluccense là một loài thực vật có hoa trong họ Thiến thảo. Loài này được M.E.Jansen mô tả khoa học đầu tiên năm 1983.